# Salem Ben Yagoub
Salem Ben Yagoub ou Salem Ben Yakoub (arabe : سالم بن يعقوب), né le 20 mars 1903 dans le village de Ghizen sur l'île de Djerba et décédé le 27 janvier 1991 dans le même village, est un homme de religion tunisien, le dernier imam du cercle des Azzaba. Historien, il a laissé plusieurs notes manuscrites concernant l'histoire de son île. 

## Biographie
Disciple du cheikh djerbien Omar ibn Ibrahim ibn Marzouk, il poursuit ses études à la Zitouna et puis à Al-Azhar où il copie plusieurs manuscrits qui font de sa bibliothèque l'une des plus riches de Djerba.
Devenu aveugle, la fin de sa vie est marquée par la maladie, ce qui complique la publication de ses notes et ses manuscrits.

## Critiques
Selon Salem Ben Yagoub, plusieurs historiens ont mal écrit ou interprété l'histoire de Djerba ; il accuse même certains d'avoir commis des altérations de la vérité à des fins politiques et de ne pas avoir fait preuve de neutralité dans leurs récits.

### Al Idrissi
Dans son Livre de la récréation de l'homme désireux de connaître les pays (نزهة المشتاق في اختراق الآفاق), Al Idrissi accuse les habitants de Djerba de faire preuve de tromperie et de malhonnêteté. Selon Ben Yagoub, l'auteur n'a pas côtoyé les Djerbiens et n'était qu'un serviteur de la cour de Roger II de Sicile, l'un des rois les plus injustes envers les habitants de l'île.

### Ibn Khaldoun
Ben Yagoub reproche également à Ibn Khaldoun d'avoir pris les ibadites de Djerba pour des kharidjites mécréants.